# Glénic
Glénic ist eine Gemeinde an der Creuse in Frankreich. Sie gehört zur Region Nouvelle-Aquitaine, zum Département Creuse, zum Arrondissement Guéret und zum Kanton Saint-Vaury. Die Creuse bildet im Nordosten die Grenze zu Saint-Fiel und Anzême. Die weiteren Nachbargemeinden sind Jouillat im Norden, Roches im Nordosten, Ajain im Osten und im Südosten und Sainte-Feyre im Süden.
Die ehemalige Route nationale 140 führt durch Glénic.

## Sehenswürdigkeiten
- Kirche Nativité-de-la-Vierge, ein Monument historique
- ehemalige Eisenbahnbrücke über die Creuse 1902 bis 1904 errichtet

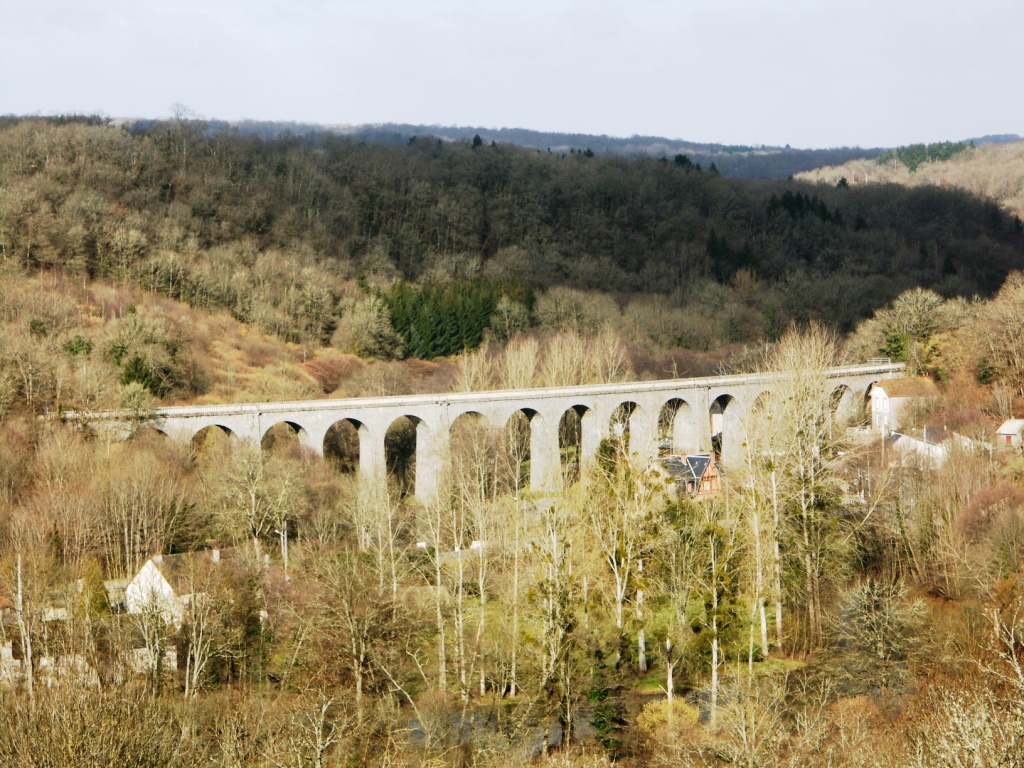
Ehemalige Eisenbahnbrücke

## Bevölkerungsentwicklung
| Jahr      | 1962 | 1968 | 1975 | 1982 | 1990 | 1999 | 2008 | 2018 |
| --------- | ---- | ---- | ---- | ---- | ---- | ---- | ---- | ---- |
| Einwohner | 617  | 574  | 531  | 581  | 605  | 593  | 595  | 673  |